# Associazione Calcio Monza 1952-1953
Questa voce raccoglie le informazioni riguardanti l'Associazione Calcio Monza nelle competizioni ufficiali della stagione 1952-1953.

## Stagione
Nella stagione 1952-1953 il Monza ha disputato il campionato di Serie B, un torneo a 18 squadre, con 38 punti in classifica si è piazzato in quarta posizione. Il torneo cadetto è stato vinto dal Genoa con 44 punti, seconde con 41 punti Legnano e Catania, i lombardi hanno battuto nello spareggio i siciliani (4-1) e sono saliti in Serie A con il Genoa. Sono retrocessi in Serie C Siracusa e Lucchese.
Il Monza con alla testa Pino Borghi per la quinta ed ultima stagione, è sempre guidato in panchina da Annibale Frossi che sperimenta con successo il modulo a M, ideato dagli inglesi e applicato in Italia proprio dal tecnico friulano, la squadra brianzola mantiene l'intelaiatura della scorsa annata e si rafforza con gli arrivi del portiere Roberto Lovati, dell'ala Evaristo Malavasi e dei centrocampisti Mario Magrini e Carlo Lenci. Miglior marcatore anche per questa stagione Giovanni Cuzzoni che ha realizzato dieci reti.

## Rosa
| N. |                   | Ruolo | Calciatore                    |
| -- | ----------------- | ----- | ----------------------------- |
|    | Italia (bandiera) | D     | Piero Aggradi                 |
|    | Italia (bandiera) | A     | Francesco Alberti             |
|    | Italia (bandiera) | C     | Carlo Colombetti              |
|    | Italia (bandiera) | C     | Umberto Colombo               |
|    | Italia (bandiera) | D     | Francesco Copreni             |
|    | Italia (bandiera) | A     | Giovanni Cuzzoni              |
|    | Italia (bandiera) | D     | Giacomo De Poli               |
|    | Italia (bandiera) | A     | Giovanni Battista Fracassetti |
|    | Italia (bandiera) | C     | Carlo Lenci                   |

| N. |                   | Ruolo | Calciatore             |
| -- | ----------------- | ----- | ---------------------- |
|    | Italia (bandiera) | P     | Roberto Lovati         |
|    | Italia (bandiera) | D     | Sergio Magni           |
|    | Italia (bandiera) | C     | Mario Magrini          |
|    | Italia (bandiera) | A     | Evaristo Malavasi      |
|    | Italia (bandiera) | A     | Filberto Monterastelli |
|    | Italia (bandiera) | D     | Giovanni Pasolini      |
|    | Italia (bandiera) | D     | Araldo Pirola          |
|    | Italia (bandiera) | C     | Guido Soldani          |
|    | Italia (bandiera) | A     | Mario Zanello          |

## Risultati

### Serie B

#### Girone di andata
| Arbitro: | Arpaia (Roma) |

|  |           |              |
|  | Marcatori | 32’ Malavasi |

| Arbitro: | Marchese (Napoli) |

|              |           |              |
| Malavasi 84’ | Marcatori | 89’ Manzardo |

| Arbitro: | Jonni (Macerata) |

|  |           |                 |
|  | Marcatori | 85’ Fracassetti |

| Arbitro: | Piemonte (Monfalcone) |

|                         |           |               |
| Zanello 35’ Soldani 58’ | Marcatori | 28’ Pivatelli |

| Arbitro: | De Leo (Mestre) |

|                       |           |                      |
| Lenci 20’ Copreni 76’ | Marcatori | 8’ Bonaiti 78’ Conti |

| Arbitro: | Garzelli (Livorno) |

|                       |           |                       |
| Golin 37’ Gennari 69’ | Marcatori | 63’ (rig.) Colombetti |

| Monza 2 novembre 1952 7ª giornata | Monza            | 0 – 0 | Padova | Stadio San Gregorio\| Arbitro: \| Fortina (Novara) \| |
| Arbitro:                          | Fortina (Novara) |       |        |                                                       |

| Arbitro: | Cartei (Firenze) |

|  |           |                       |
|  | Marcatori | 47’ Cuzzoni 84’ Lenci |

| Monza 16 novembre 1952 9ª giornata | Monza            | 0 – 0 | Treviso | Stadio San Gregorio\| Arbitro: \| Ferrari (Milano) \| |
| Arbitro:                           | Ferrari (Milano) |       |         |                                                       |

| Arbitro: | Marchese (Napoli) |

|                           |           |                   |
| Cavaleri 23’ Occhetta 60’ | Marcatori | 41’ Monterastelli |

| Arbitro: | Corallo (Lecce) |

|                    |           |            |
| Micheloni 61’, 68’ | Marcatori | 7’ Cuzzoni |

| Arbitro: | Jonni (Macerata) |

|           |           |  |
| Lenci 17’ | Marcatori |  |

| Arbitro: | Valsecchi (Milano) |

|                             |           |  |
| Zian 32’, 41’ Gaggiotti 75’ | Marcatori |  |

| Arbitro: | Marangio (Roma) |

|                        |           |             |
| Persi 64’ Melandri 82’ | Marcatori | 85’ Cuzzoni |

| Arbitro: | Arpaia (Roma) |

|                       |           |             |
| Copreni 20’ Lenci 37’ | Marcatori | 53’ Taccola |

| Arbitro: | Jonni (Macerata) |

|                                 |           |            |
| Mannocci 2’ Moro 6’ Da Prat 70’ | Marcatori | 84’ Pirola |

| Arbitro: | Orlandini (Roma) |

|                  |           |  |
| Cuzzoni 20’, 85’ | Marcatori |  |

#### Girone di ritorno
| Arbitro: | Lo Bello (Siracusa) |

|             |           |  |
| Colombo 64’ | Marcatori |  |

| Arbitro: | Guarnaschelli (Pavia) |

|                                                 |           |                       |
| Loranzi 40’ Torreano 42’, 88’ Manzardo 45’, 53’ | Marcatori | 64’ (rig.) Colombetti |

| Arbitro: | Marchetti (Milano) |

|  |           |              |
|  | Marcatori | 31’ Spartano |

| Arbitro: | Canavesio (Torino) |

|          |           |                               |
| Poli 33’ | Marcatori | 17’ Alberti 56’, 62’ Malavasi |

| Arbitro: | Rigato (Mestre) |

|               |           |             |
| Boniforti 24’ | Marcatori | 21’ Cuzzoni |

| Arbitro: | Orlandini (Roma) |

|             |           |  |
| Alberti 38’ | Marcatori |  |

| Arbitro: | Canepa (Genova) |

|              |           |  |
| Andersen 50’ | Marcatori |  |

| Arbitro: | Occhinegro (Taranto) |

|                                              |           |  |
| Colombetti 56’ (rig.) 74’ (rig.) Colombo 89’ | Marcatori |  |

| Arbitro: | Grandville (Roma) |

|  |           |             |
|  | Marcatori | 78’ Colombo |

| Arbitro: | Rigato (Mestre) |

|                                               |           |                    |
| Cuzzoni 30’ Colombo 65’ Colombetti 68’ (rig.) | Marcatori | 90’ (rig.) Berruti |

| Arbitro: | Agnolin (Bassano del Grappa) |

|                               |           |  |
| Malavasi 53’, 57’ Cuzzoni 89’ | Marcatori |  |

| Arbitro: | Jonni (Macerata) |

|             |           |             |
| Forlani 66’ | Marcatori | 10’ Cuzzoni |

| Arbitro: | Guarnaschelli (Pavia) |

|                                              |           |                              |
| Gaggiotti 11’ (aut.) Alberti 23’ Cuzzoni 36’ | Marcatori | 8’ (aut.) 83’ (aut.) Copreni |

| Arbitro: | Pieri (Trieste) |

|  |           |                  |
|  | Marcatori | 56’ (aut.) Magni |

| Arbitro: | Gemini (Roma) |

|          |           |  |
| Cori 22’ | Marcatori |  |

| Arbitro: | Orlandini (Roma) |

|             |           |          |
| Colombo 73’ | Marcatori | 36’ Moro |

| Arbitro: | Menchini (Udine) |

|                             |           |                               |
| Marra 14’, 49’ Renzulli 74’ | Marcatori | 20’, 48’ Colombo 56’ Malavasi |

## Statistiche

### Statistiche di squadra
| Competizione | Punti | In casa | In casa | In casa | In casa | In casa | In casa | In trasferta | In trasferta | In trasferta | In trasferta | In trasferta | In trasferta | Totale | Totale | Totale | Totale | Totale | Totale | DR |
| Competizione | Punti | G       | V       | N       | P       | Gf      | Gs      | G            | V            | N            | P            | Gf           | Gs           | G      | V      | N      | P      | Gf     | Gs     | DR |
| ------------ | ----- | ------- | ------- | ------- | ------- | ------- | ------- | ------------ | ------------ | ------------ | ------------ | ------------ | ------------ | ------ | ------ | ------ | ------ | ------ | ------ | -- |
| Serie B      | 38    | 17      | 10      | 5       | 2       | 25      | 11      | 17           | 5            | 3            | 9            | 19           | 27           | 34     | 15     | 8      | 11     | 44     | 38     | +6 |

### Statistiche dei giocatori
| Giocatore        | Serie B  | Serie B |
| Giocatore        | Presenze | Reti    |
| ---------------- | -------- | ------- |
| P. Aggradi       | 2        | 0       |
| F. Alberti       | 19       | 3       |
| C. Colombetti    | 26       | 5       |
| U. Colombo       | 17       | 7       |
| F. Copreni       | 31       | 2       |
| G. Cuzzoni       | 26       | 10      |
| G. De Poli       | 25       | 0       |
| G. Fracassetti   | 11       | 1       |
| C. Lenci         | 20       | 4       |
| R. Lovati        | 34       | -38     |
| S. Magni         | 28       | 0       |
| M. Magrini       | 22       | 0       |
| E. Malavasi      | 25       | 7       |
| F. Monterastelli | 3        | 1       |
| G. Pasolini      | 30       | 0       |
| A. Pirola        | 21       | 1       |
| G. Soldani       | 13       | 1       |
| M. Zanello       | 21       | 1       |